# Pseudochelidae
Pseudochelidae De Grave & Moosa 2004 é uma família de crustáceos decápodes da superfamília Bresilioidea que agrupa camarões de ocorrência rara e distribuição natural muito alargada.

## Géneros e espécies
Conhecem-se as seguintes espécies do género Pseudocheles:
- Pseudocheles chacei Kensley, 1983
- Pseudocheles enigma Chace & Brown, 1978
- Pseudocheles falsapinca Anker, 2012
- Pseudocheles neutra de Grave & Moosa, 2004